# Hisao Sekiguchi
Hisao Sekiguchi, född 29 oktober 1954 i Saitama prefektur, Japan, är en japansk tidigare fotbollsspelare.